# Aedes kennethi
Aedes kennethi är en tvåvingeart som beskrevs av Muspratt 1956. Aedes kennethi ingår i släktet Aedes och familjen stickmyggor. Inga underarter finns listade i Catalogue of Life.